# Rue de Crimée (Paris)
Pour les articles homonymes, voir Rue de Crimée.
La rue de Crimée est une voie publique du 19e arrondissement de Paris, en France. Commençant au 25, rue des Fêtes et finissant au point de jonction des rues d'Aubervilliers (no 182) et Gaston-Tessier (no 1), elle traverse l'ensemble des quatre quartiers de l'arrondissement dont elle est la rue la plus longue (2 540 m).

## Situation et accès
Orientée sud-est-nord-ouest la rue de Crimée relie la place des Fêtes à la rue d'Aubervilliers en franchissant le canal de l'Ourcq sur le pont levant de la rue de Crimée. Celui-ci entrave la fluidité de la circulation automobile quand son tablier doit être soulevé momentanément pour laisser passer les péniches. Elle est (hormis des franchissements piétonniers ou cyclables) une des deux seules rues (avec la rue de l'Ourcq qui est plus à l'est), qui permet de traverser à Paris le canal de l'Ourcq entre Stalingrad et les boulevards des Maréchaux.
La rue de Crimée est accessible par plusieurs stations de métro. Du sud-est au nord-ouest : 
- Place des Fêtes, sur les lignes 7 bis et 11 ;
- Botzaris, sur la ligne 7 bis ;
- Laumière, sur la ligne 5 ;
- Crimée, sur la ligne 7. Cette station est située sous l'avenue de Flandre (avec une bouche de métro accessible depuis la rue Mathis).

## Origine du nom
Cette voie est nommée ainsi en commémoration de la guerre de Crimée (1855-1856). La Crimée est une presqu’île s’avançant sur la mer Noire et faisant alors partie de l’Empire russe. À cette époque, une coalition comprenant l’Empire ottoman, le Royaume-Uni, la France et le Piémont-Sardaigne affronte militairement l’Empire russe, notamment avec le siège et la prise de Sébastopol. Le conflit se termine par une victoire de la coalition et le traité de Paris en 1856.

## Historique
En 1822, cette voie de l'ancienne commune de la Villette était une partie de la route départementale no 22, qui portait le nom, dans cette commune, de « rue Neuve » et qui donna naissance, en 1840 aux rues « de Bordeaux » et « de Marseille » qui étaient situées respectivement entre les actuelles rue d'Aubervilliers et quai de l'Oise et entre le quai de la Marne et l'avenue Jean-Jaurès. Ces deux rues furent intégrées en 1868 dans la rue de Crimée qui avait été ouverte en 1848 entre les actuelles rues Jean-Jaurès[réf. nécessaire] et d'Hautpoul puis, en 1853, entre les rues d'Hautpoul et des Fêtes.

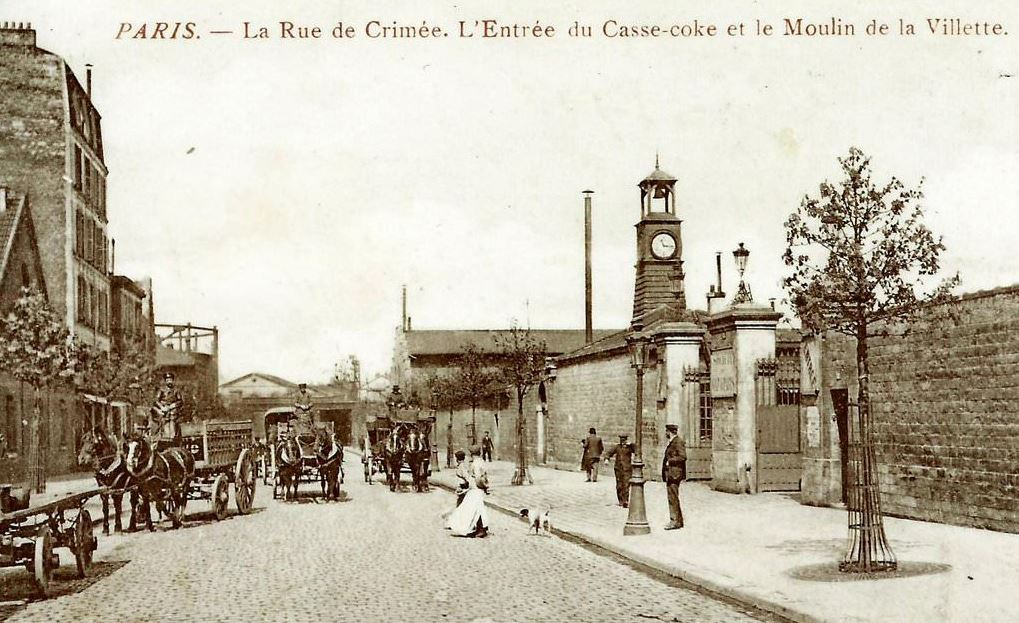
Rue de Crimée, casse-coke, moulin de la Villette.
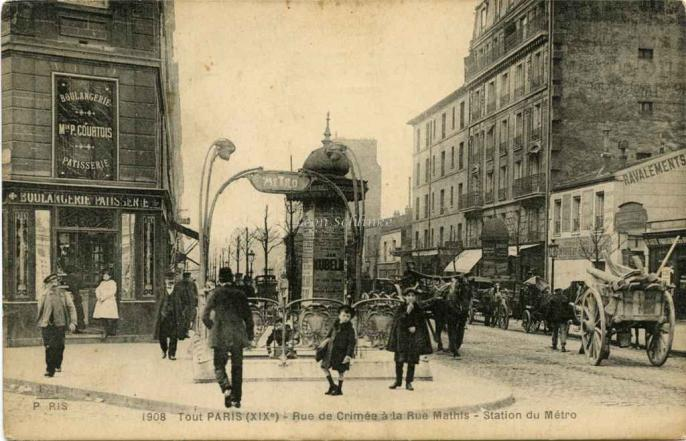
La rue de Crimée au niveau de la rue Mathis (1908).
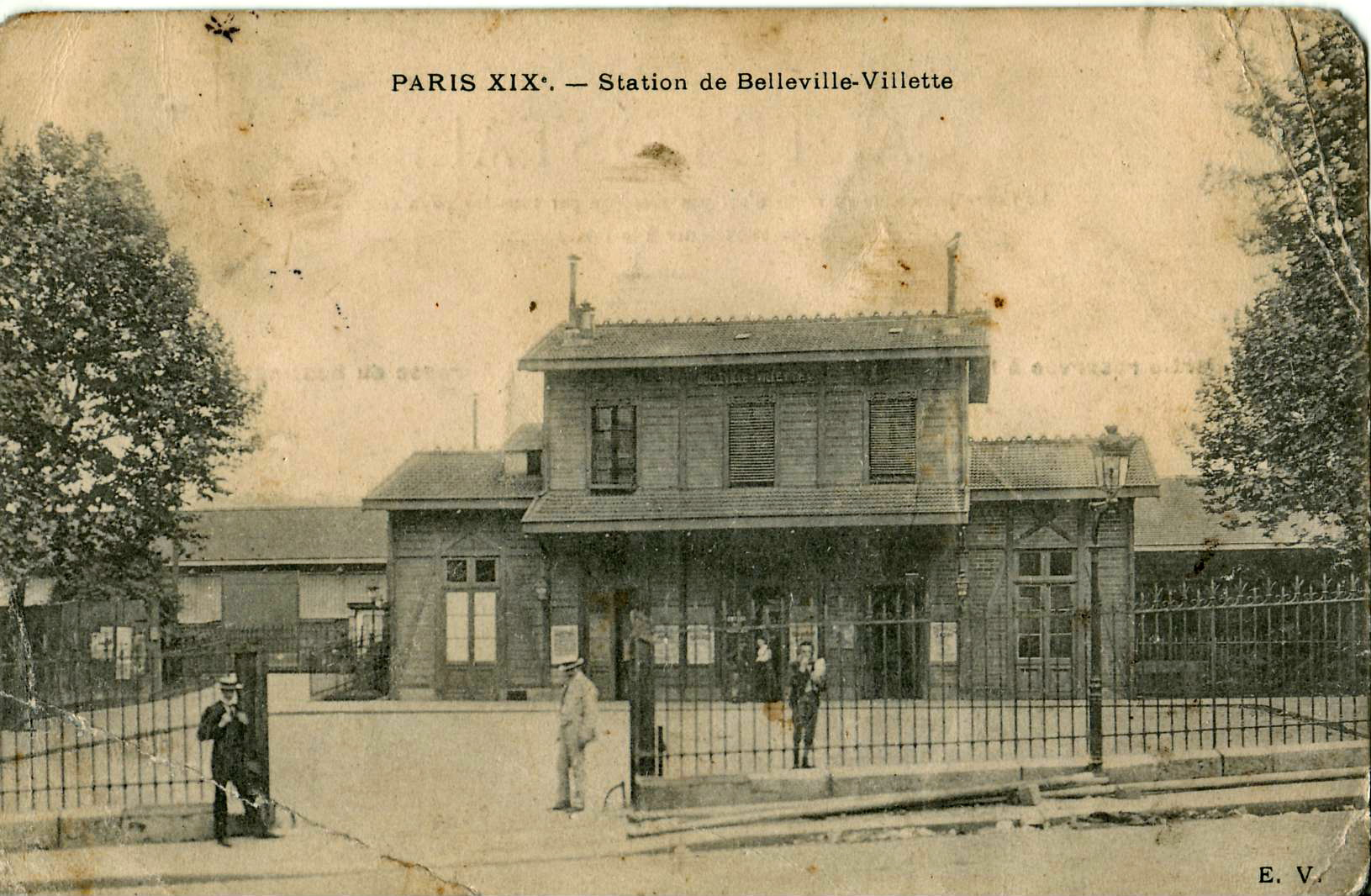
Gare de Belleville-Villette face à la rue Meynadier.

Le 30 janvier 1918, durant la première Guerre mondiale, le no 151 rue de Crimée est touché lors d'un raid effectué par des avions allemands.
Le 14 avril 1918, un obus lancé par la Grosse Bertha explose au no 125 rue de Crimée. Le 4 juin 1918, un autre obus tombe au no 8.

## Bâtiments remarquables et lieux de mémoire
Le principal atout de la rue de Crimée est la présence du parc des Buttes-Chaumont sur le côté impair, entre les rues Botzaris et Manin.
- No 93 : église et institut de théologie orthodoxe Saint-Serge.
- Au niveau du no 98 se tenait la gare de Belleville-Villette de la ligne de Petite Ceinture. Le bâtiment est rasé vers la fin des années 1980.
- Nos 99-101 : les Galeries Lafayette construisent une usine de confection en 1921[5].
- No 128 : emplacement de la « salle de La Révolution ». Cette salle est ouverte, dans une salle de concert fermée pour cause de faillite, à l'occasion des élections législatives de 1869 ou 17 réunions publiques s'y tinrent. Après la création de la salle de La Marseillaise au 51 rue de Flandre la salle devint inutile et finit par fermer[6].
- No 160 : emplacement de la troisième mairie de La Villette de 1850 à 1860, puis mairie du 19e arrondissement de Paris jusqu’en 1876[7].
- À l'intersection avec la place de Bitche, sur la rive droite du canal de l'Ourcq : le square Serge-Reggiani et l'église Saint-Jacques-Saint-Christophe de la Villette.

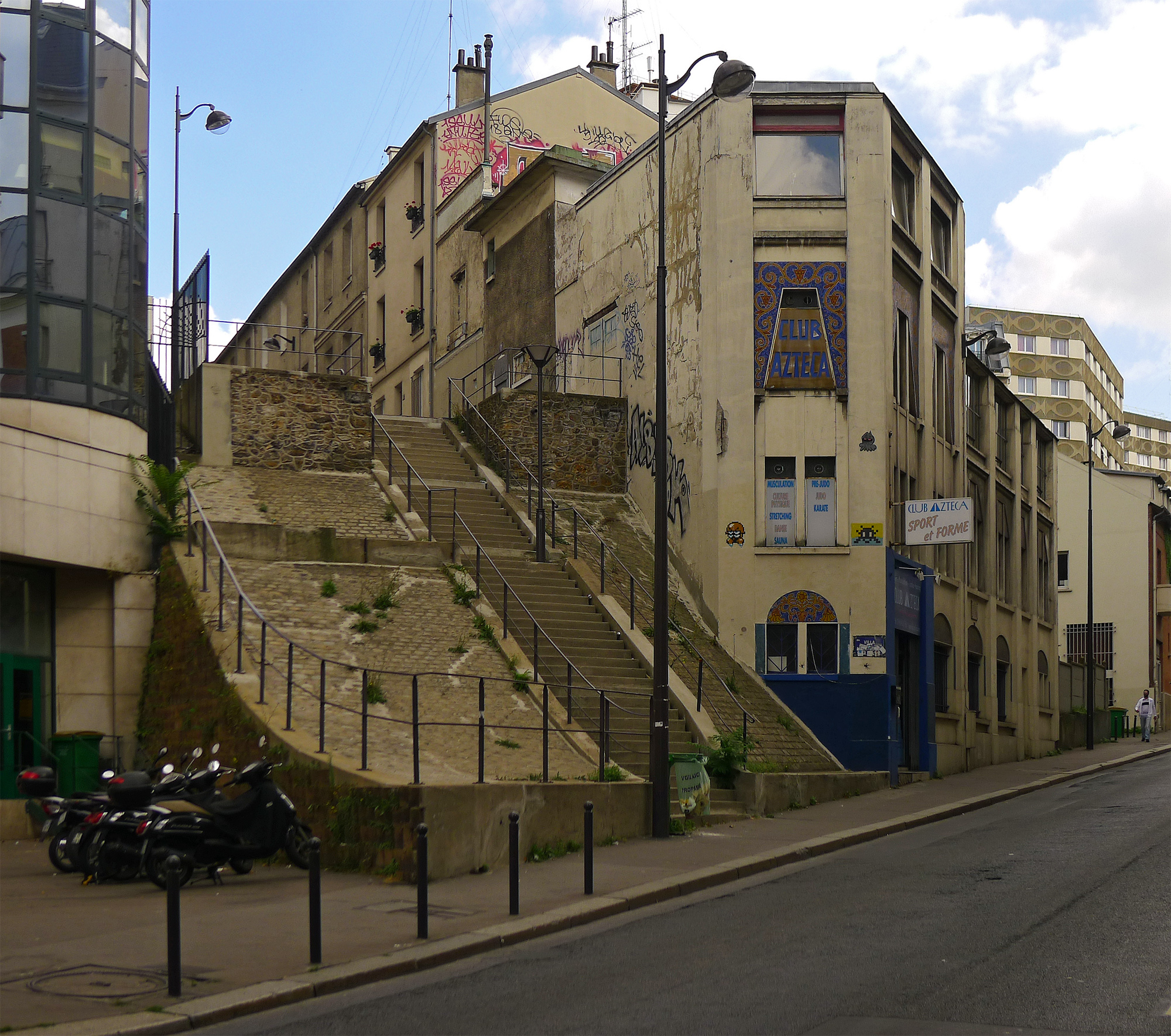
Rue de Crimée au niveau de la villa Albert-Robida, près de la place des Fêtes.
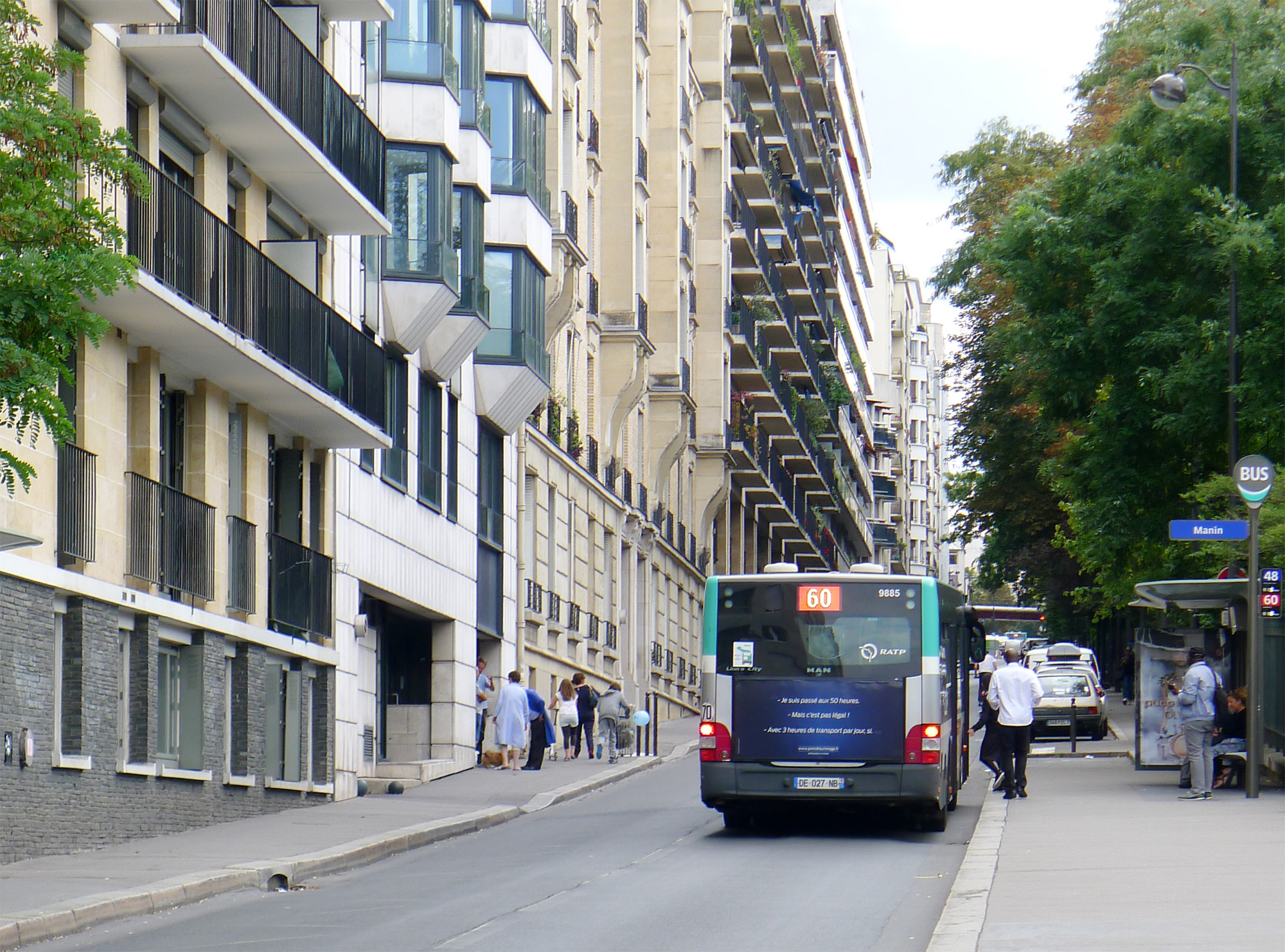
Rue de Crimée au niveau du parc des Buttes-Chaumont (à droite).
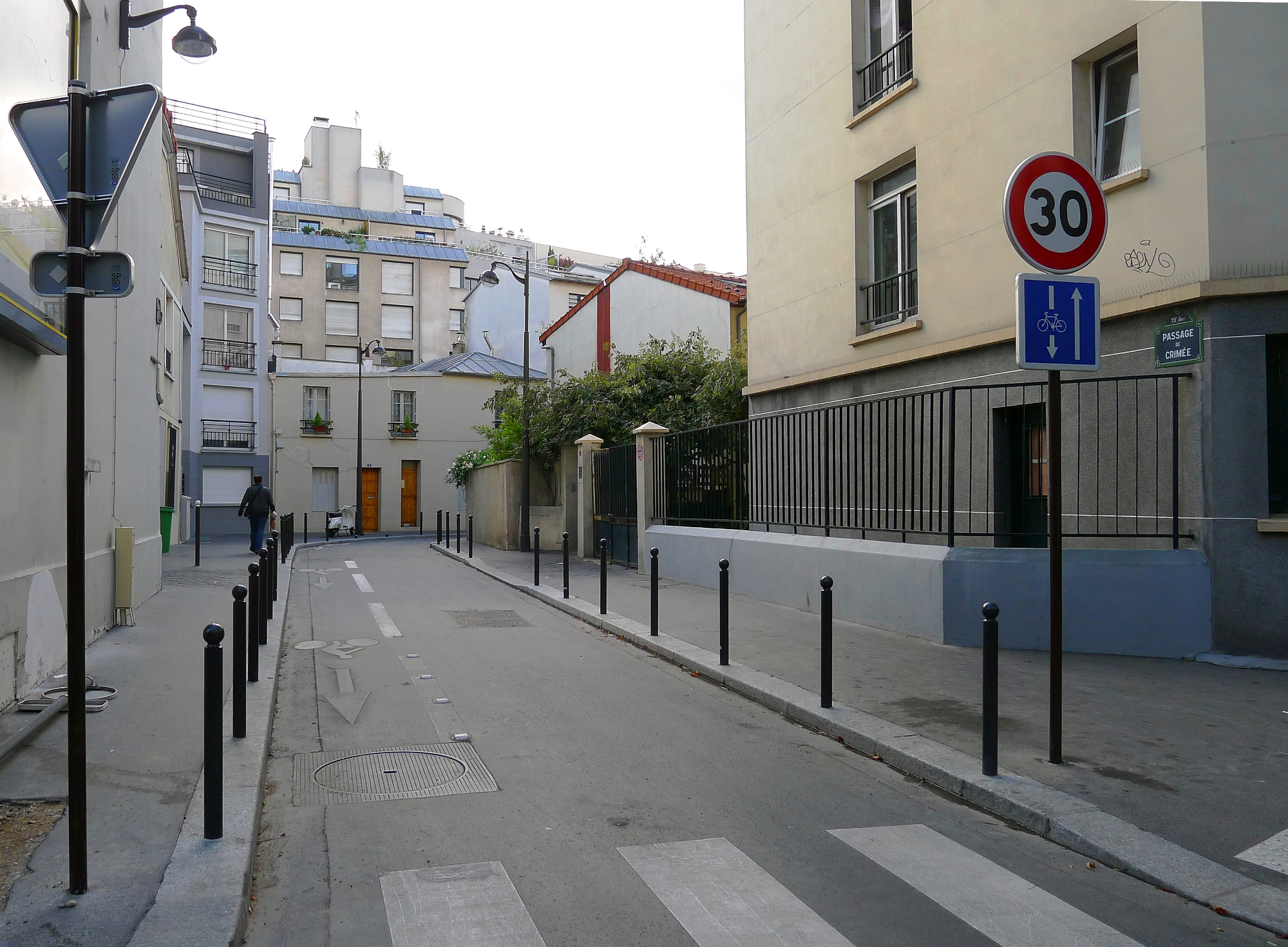
Passage de Crimée.
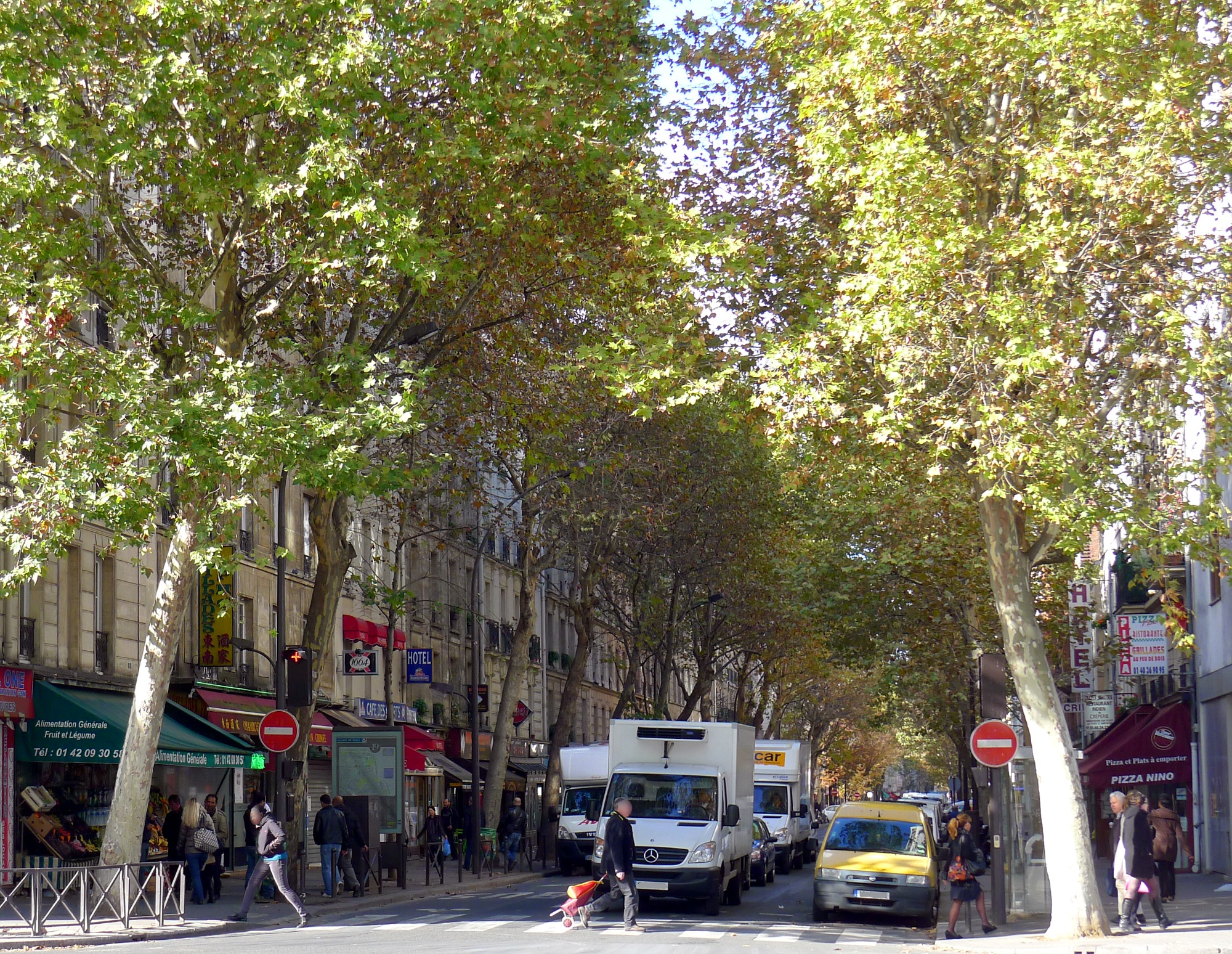
Rue de Crimée au carrefour avec l'avenue de Flandre et des allées Jacques-Brel.